# Бруно Богоєвич
Бруно Богоєвич (хорв. Bruno Bogojević, нар. 29 червня 1998, Копривниця) — хорватський футболіст, нападник клубу «Рієка».

## Клубна кар'єра
Народився 29 червня 1998 року в місті Копривниця. Вихованець футбольної школи клубу «Славен Белупо». Дорослу футбольну кар'єру розпочав 2016 року в основній команді того ж клубу, в якій провів два сезони, взявши участь у 21 матчі чемпіонату, але основним гравцем не став, через це на початку 2018 року був відданий в оренду клубу «Новиград», де дограв до кінця сезону.
Після повернення влітку 2018 року до рідного клубу «Славен Белупо», став основним гравцем. Цього разу відіграв за команду з Копривниці наступні чотири сезони своєї ігрової кар'єри. Більшість часу, проведеного у складі «Славена Белупо», був основним гравцем атакувальної ланки команди, зігравши у 110 іграх чемпіонату, в яких забив 6 голів.
3 листопада 2022 року Богоєвич, як вільний агент, підписав контракт на два з половиною роки з «Рієкою». У сезоні 2024/25 виграв з командою чемпіонат Хорватії та став володарем національного кубка. Станом на 11 липня 2025 року відіграв за команду з Рієки 42 матчі в національному чемпіонаті.

## Виступи за збірні
2016 року дебютував у складі юнацької збірної Хорватії (U-19), загалом на юнацькому рівні взяв участь у 2 іграх.
Протягом 2019—2020 років залучався до складу молодіжної збірної Хорватії. На молодіжному рівні зіграв у 3 офіційних матчах.